# Grenzorbital

In diesem Energieniveauschema stellt jeder Kreis ein Elektron dar, welches ein Orbital besetzt. Wenn Licht mit einer passenden Wellenlänge auf das Molekül trifft, wird es absorbiert und ein Elektron unter Spininversion vom HOMO ins LUMO übertragen.

3D-Modell des höchsten besetzten Molekülorbitals von CO_{2}

3D-Modell des niedrigsten unbesetzten Molekülorbitals von CO_{2}

Als Grenzorbitale werden im Rahmen der Molekülorbitaltheorie das höchste besetzte und das niedrigste unbesetzte Molekülorbital zusammen bezeichnet. Mittels der Grenzorbitaltheorie lassen sich verschiedene Konzepte der Chemie, z. B. die Reaktivität von Molekülen, qualitativ verstehen. Als Begründer der Grenzorbitaltheorie gilt der Chemienobelpreisträger Kenichi Fukui.

## HOMO
Highest Occupied Molecular Orbital (HOMO, engl.) bezeichnet das höchste besetzte Orbital eines Moleküls.
In einem Molekül stehen verschiedene Molekülorbitale zur Verfügung, die von den vorhandenen Elektronen besetzt werden. Diese Orbitale weisen verschiedene Orbitalenergien auf. Sie werden nach zunehmendem Energieniveau besetzt. Das HOMO ist das energiereichste besetzte Orbital.

## LUMO
Lowest Unoccupied Molecular Orbital (LUMO) bezeichnet auf Englisch das niedrigste unbesetzte Orbital eines Moleküls.
Die energetische Höhe des LUMOs wird auch als Maß für die Elektrophilie verwendet.

## HOMO und LUMO Energien in der Anwendung
Bedeutsam ist der Energieunterschied zwischen dem HOMO und dem LUMO, der in der Halbleiterforschung als Band Gap bezeichnet wird. Vom Betrag dieses Energieunterschiedes hängt es nämlich näherungsweise ab, wie leicht die Elektronen vom Grundzustand in den  angeregten Zustand wechseln können.
In organischen Solarzellen erreicht man durch die Kombination verschiedener Materialien mit unterschiedlichen Energiedifferenzen zwischen HOMO und LUMO (Heteroübergang), dass die durch das eingestrahlte Licht angeregten Zustände (Exzitonen) besser aufgespalten werden können. Eine solche Aufspaltung ist nötig, um freie Ladungsträger und somit Strom aus den Solarzellen gewinnen zu können.